# Stora Mörtevatten
Stora Mörtevatten är en sjö i Stenungsunds kommun i Bohuslän och ingår i Göta älv-Bäveåns kustområde. Sjöns area är 0,013 kvadratkilometer och den befinner sig 150 meter över havet.